# Nine Patch
Nine Patch, o bloco de nove retalhos, é o mais popular bloco para a execução de trabalhos em quilting e patchwork. A variedade de projetos que podem ser executados com ele é praticamente infinita.
Os primeiros trabalhos conhecidos feitos com estes blocos datam do início do século XIX e continuam a ser utilizados até hoje. Os blocos de nove remendos, por serem mais simples, eram usados na execução de peças para uso diário.
Embora a forma básica do bloco de nove remendos seja muito simples, consistindo de nove quadrados iguais, existem infindáveis maneiras de variar o bloco básico.